# أكيبا روبنشتاين
أكيبا كيفيلوفكز روبنشتاين (بالبولندية: Akiba Rubinstein)‏ (1 ديسمبر 1880 ستاويسكي - 14 مارس 1961 أنتويرب) أستاذ كبير بولندي وبطل روسيا ثلاث مرات (1907 - 1909 - 1912) وكان من أقوى اللاعبين في بداية القرن العشرين وتم تحديد مباراة بينه وبين بطل العالم لاسكر على بطولة العالم سنة 1914 إلا أنها لم تحدث لاندلاع الحرب العالمية الأولى، أوقف مسيرته في الشطرنج سنة 1932 بسبب أمراض نفسية وفي سنة 1950 منحه الاتحاد الدولي للشطرنج لقب أستاذ كبير.

## مسيرته

### نشأته
ولد أكيبا روبنشتاين (أحيانا أكيفا) في 1 ديسمبر 1880 في ستاويسكي بكونغرس بولندا لعائلة يهودية  وتعلم لعب الشطرنج في سن السادس عشر، قد خططت عالته أن يغدو حاخاما  تدرب ولعب الشطرنج ضد الأستاذ القوي جيرز سالفي في وودج، في سنة 1903 وبعد أن حل خامسا في بطولة كييف قرر إيقاف دراسته ويكرس كامل وقته للشطرنج.

### بطل روسيا (1907-1908)

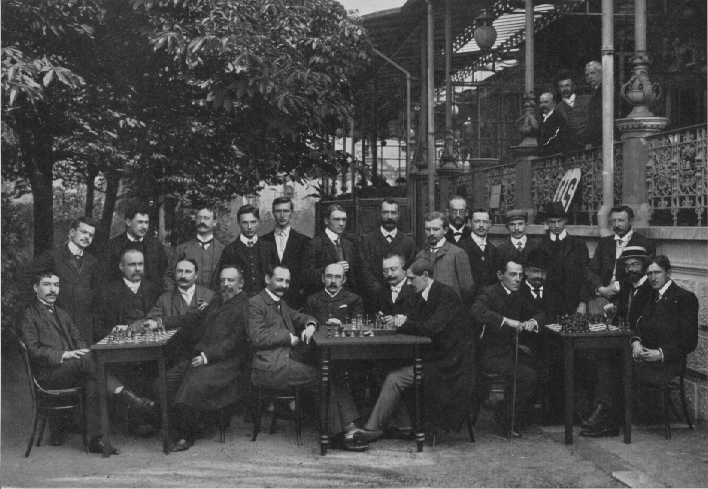
المشاركون في بطولة كارلسباد 1907

لمع نجم روبنشتاين بين أعوام 1907 و1912 وفاز بالعديد من البطولات:
- المركز الأول في بورمن سنة 1905 مع دوراس
- وبعد ذلك في أوستند 1907 في المركز الأول مع برنشتاين.
- وفي بطولة كارلسباد حل أولا أمام العديد من الأقوياء أمثال: ماروكزي، نيمزوفيتش، شلختر، شيغورين، مارشال، ترتكاور وسبيلمن.[4]
- بعد ذلك فاز بالمركز الأول في البطولة الروسية بوودج ديسمبر 1907 -جانفي 1908 (وفي البطولة السابقة بسانت بيترسبرغ 1906 تشارك المركز الثاني).

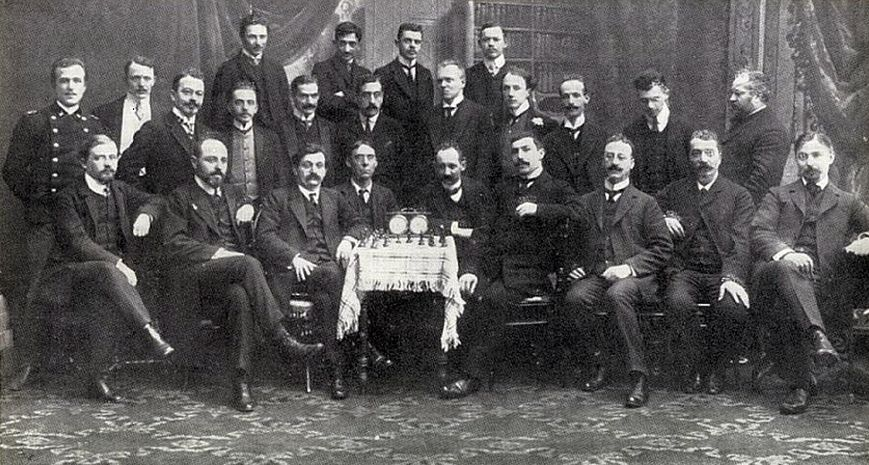
المشاركون في سانت بيترسبرغ 1909

### بطل سانت بيترسبرغ 1909
في بطولة سانت بيترسبرغ 1909 تشارك روبنشتاين المركز الأول مع بطل العالم إيمانويل لاسكر  وفاز بالمباراة التي جمعتهما، وبعد ذلك فاز بلقبه الثاني في بطولة روسيا بنفس العام والتي أقيمت بـ فيلنيوس.
في 1911 حل روبنشتاين ثانيا خلف كابابلانكا في بطولة سانت سباستيان وفاز عليه في المبارة التي جمعتهما، وحل ثانيا خلف ريتشارد تيشمان في النسخة الثانية من بطولة كارلسباد من نفس العام وفي نهاية العام فاز ببطولة وارسو 1911.

### النجاح في 1912
سنة 1912 فاز روبنشتاين باربع بطولات كبيرة على التوالي:
- سانت سيباستيان 1912 قبل نيمزوفيتش، سبيلمن، تاراش، مارشال، دوراس، شلختر وتيشمن.[8]
- بطولة بييشتاني قبل سبيلمن، مارشال، دوراس، شلختر وديشمن.
- النسخة 18 من المؤتمر الألماني الدولي للشطرنج في فروتسواف مناصفة مع دوراس وقبل تيشمن، شلختر، تاراش، مارشال وسبيلمن.
- البطولة الروسية الثالثة له في فيلينوس قبل بيرنشتاين، لفيتسكي، نيمزوفيتش، فلامبرغ، ألخين، لفينفيش، فريمن، ألبين.

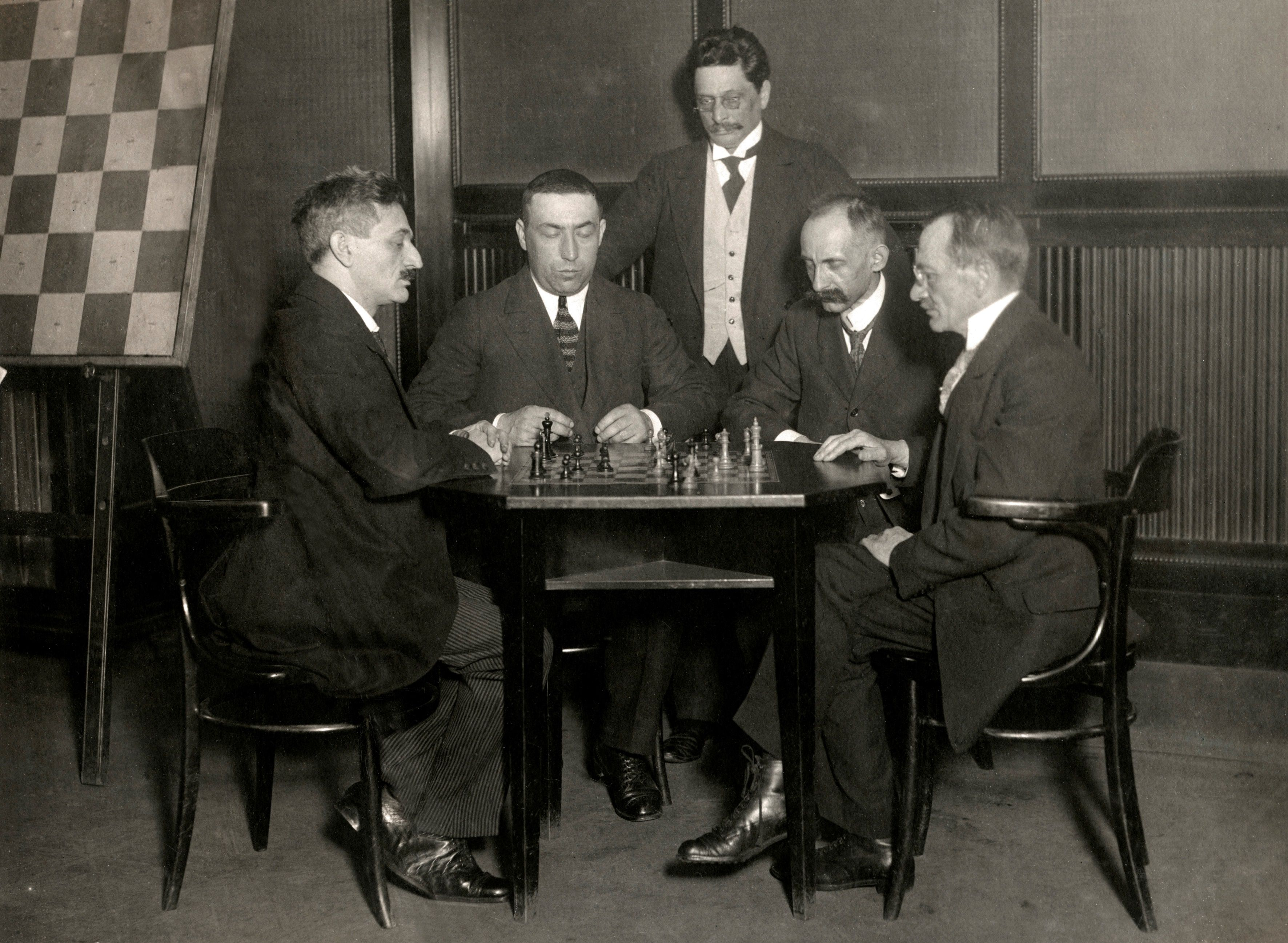
الجالسون من اليمين: تاراش، شلختر، روبنشتاين، لاسكر في بطولة برلين 1918.

وبغياب بطل العالم إيمانويل لاسكر والذي شارك في بطولة واحدة فقط بين 1905 و1913 (وهي بطولة سانت بيتسبرغ 1909) اعتبر روبنشتاين أفضل لاعب في العالم.، والتقييمات من موقع chessmetrivs تؤيد هذا الرأي حيث صنفه رقم 1 عالميا بين الأعوام 1912-1914 

### الإخفاق في سانت بيترسبرغ 1914
قبل الحرب العالمية الأولى اختار بطل العالم إيمانويل لاسكر الخصوم الذين يرغب في مواجهتهم على اللقب، ولم يعتبر روبنشتاين أحدهم لأنه لم يتمكن من جمع المستحقات المالية الضرورية التي اشترطها لاسكر لمواجهة خصومه، وكذلك اهتز أداء روبنشتاين قليلا حيث لم يتمكن من بلوغ أفضل خمس مراكز في بطولة سانت بيترسبرغ 1914 وكان أداؤه باهتا وحل بالمركز السابع  لكن لكونه فاز عليه في مباراتهم بسانت بيترسبرغ في 1909 ولأداه الممتاز السابق تم تنظيم مقابلة بينهما في أكتوبر 1914 إلا أنها لم تحدث بسبب اندلاع الحرب العالمية الأولى.

## روابط خارجية
- أكيبا روبنشتاين على موقع مباريات الشطرنج (الإنجليزية)
- أكيبا روبنشتاين على موقع 365Chess.com (الإنجليزية)
- أكيبا روبنشتاين على موقع Chesstempo.com (الإنجليزية)
- أكيبا روبنشتاين سجل أولمبياد الشطرنج على موقع OlimpBase.org (الإنجليزية)